# François Migault
François Migault, francoski dirkač Formule 1, * 4. december 1944, Le Mans, Francija, † 29. januar 2012, Francija.
Debitiral je v sezoni 1972, ko na dveh dirkah, na katerih je nastopil, ni dosegel uvrstitve. V sezoni 1974 je ob kar šestih odstopih na enajstih dirkah kot najboljšo uvrstitev dosegel štirinajsto mesto na domači dirki za Veliko nagrado Francije. V sezoni 1975 je nastopil na treh dirkah, toda zabeležil je le dva odstopa in dirko, na kateri mu ni uspelo štartati, kasneje pa ni več dirkal v Formuli 1.

## Popolni rezultati Formule 1
(legenda) (odebeljene dirke pomenijo najboljši štartni položaj, poševne pa najhitrejši krog, †-uvrščen kljub odstopu)
| Leto | Moštvo                       | Šasija        | Motor       | 1       | 2      | 3      | 4       | 5      | 6       | 7      | 8       | 9       | 10    | 11      | 12  | 13      | 14  | 15  | Prv | Toč |
| ---- | ---------------------------- | ------------- | ----------- | ------- | ------ | ------ | ------- | ------ | ------- | ------ | ------- | ------- | ----- | ------- | --- | ------- | --- | --- | --- | --- |
| 1972 | Darnvall Connew              | Connew PC1    | Cosworth V8 | ARG     | JAR    | ŠPA    | MON     | BEL    | FRA     | VB DNS | NEM     | AVT Ret | ITA   | KAN     | ZDA |         |     |     | -   | 0   |
| 1974 | Team BRM                     | BRM P160E     | BRM V12     | ARG Ret | BRA 16 | JAR 15 | ŠPA Ret | BEL 16 | MON Ret | ŠVE    |         | FRA 14  | VB NC | NEM DNQ | AVT |         |     |     | -   | 0   |
| 1974 | Team BRM                     | BRM P201      | BRM V12     |         |        |        |         |        |         |        | NIZ Ret |         |       |         |     | ITA Ret | KAN | ZDA | -   | 0   |
| 1975 | Embassy Racing / Graham Hill | Hill GH1      | Cosworth V8 | ARG     | BRA    | JAR    | ŠPA NC  | MON    | BEL Ret | ŠVE    | NIZ     |         |       |         |     |         |     |     | -   | 0   |
| 1975 | Frank Williams Racing Cars   | Williams FW03 | Cosworth V8 |         |        |        |         |        |         |        |         | FRA DNS | VB    | NEM     | AVT | ITA     | ZDA |     | -   | 0   |